# L'Empire des steppes
L'Empire des steppes, Attila, Gengis-Khan, Tamerlan est un ouvrage historique de référence de l'orientaliste René Grousset sur l'Asie centrale publié en 1939. Il compile l'histoire de différents empires nomades créés par des populations des steppes d'Asie centrale, dont l'Empire hunnique d'Attila, ainsi que l'Empire mongol de Gengis Khan et des khanats qui en découlèrent, tels que l'Empire timouride de Tamerlan.
Le titre, dérivé de l'expression « art des steppes », est à prendre dans le sens d'empire asiatique de groupes nomades. 
L'ouvrage reste une référence irremplaçable du fait de la synthèse qu'il comporte. Cependant, des fouilles et recherches historiques plus récentes  ont radicalement modifié nombre de points de vue exprimés dans ce livre, notamment concernant l'histoire ancienne des steppes, dans l'intitulé « Scythes et Huns ». 